# Kathedrale von Salford

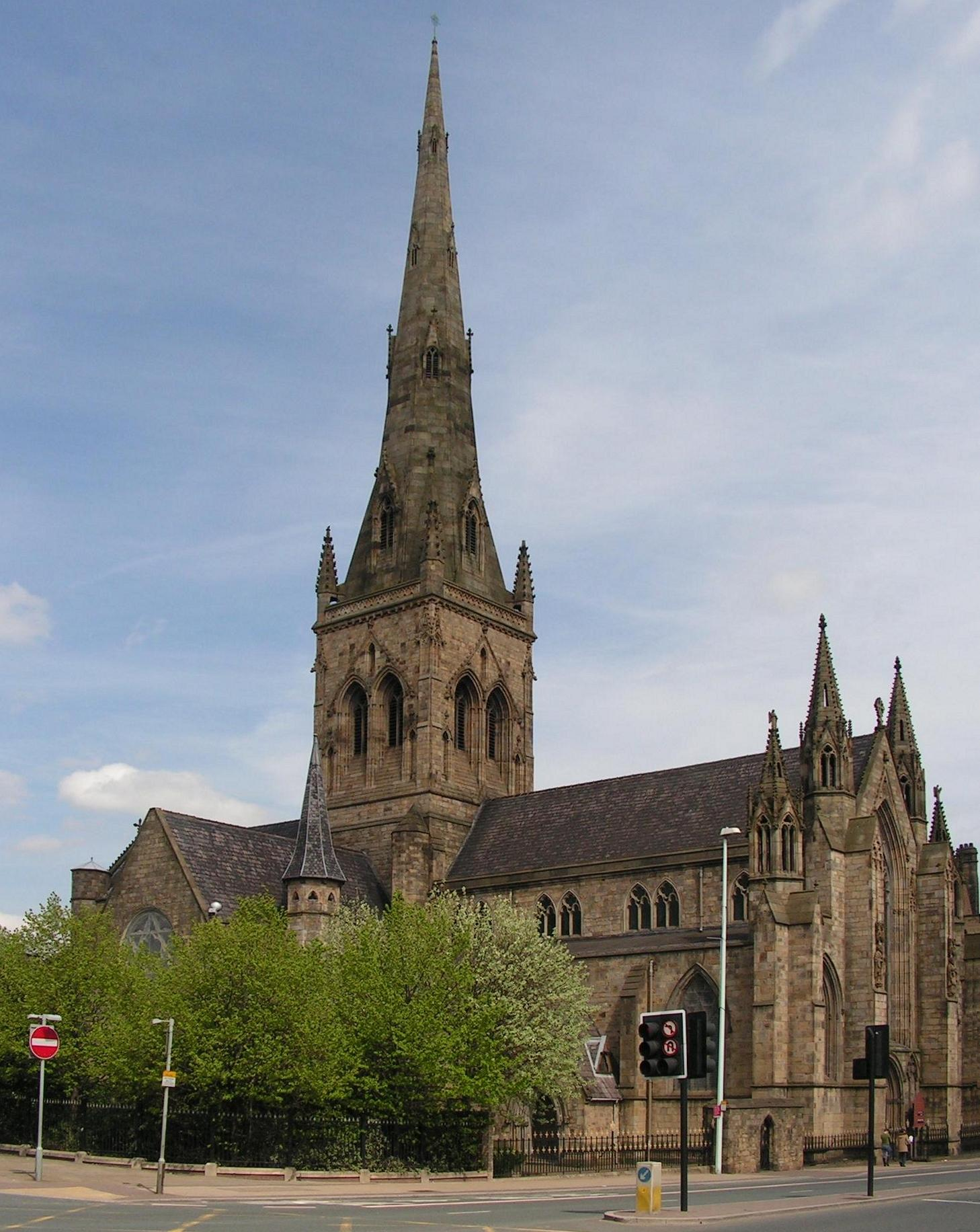
Die Kathedrale von Salford

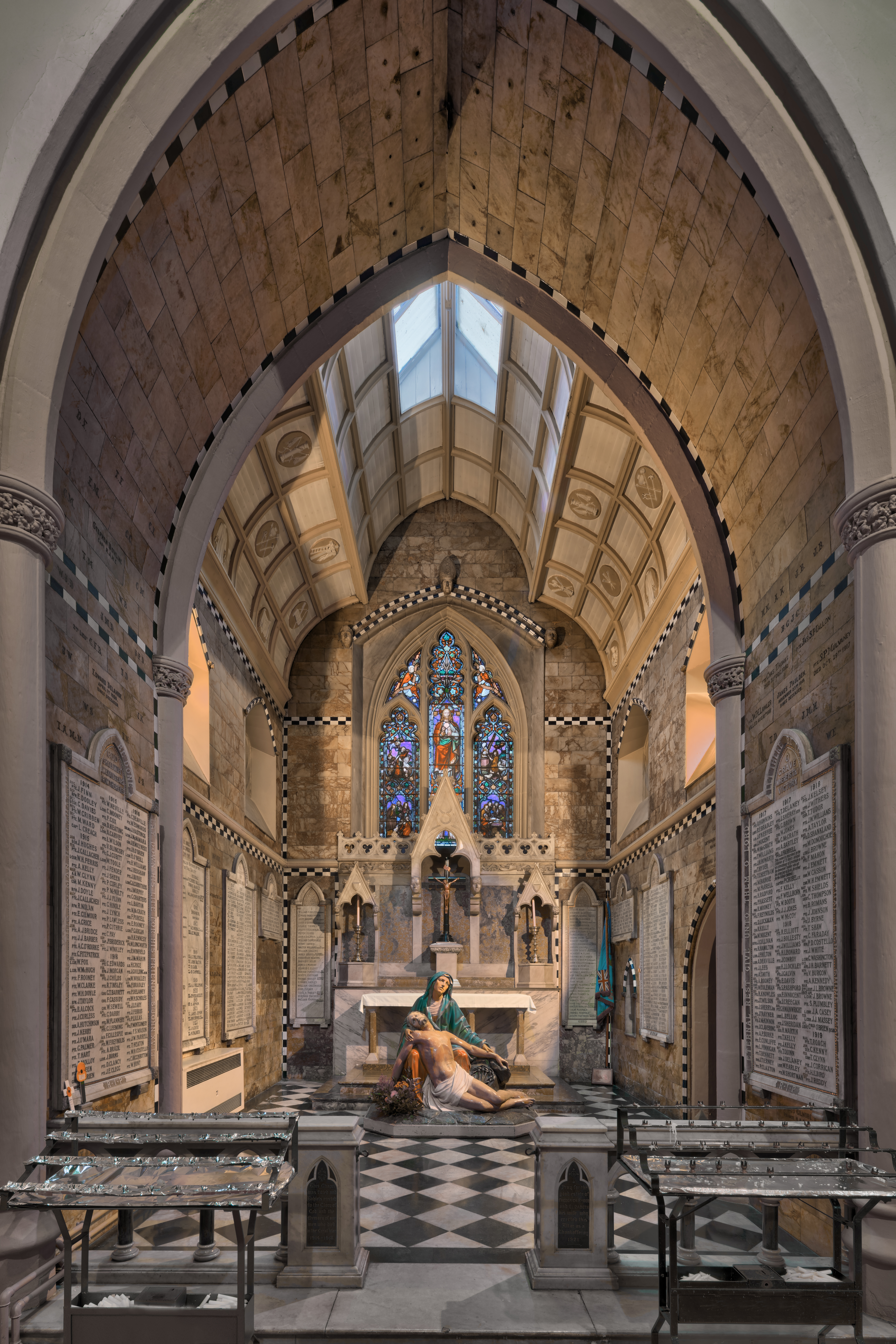
Memorial Chapel der Kathedrale

Die dem Evangelisten Johannes geweihte Kathedrale von Salford (Cathedral Church of St. John the Evangelist) in Salford im Verwaltungsbezirk Greater Manchester im Nordwesten von England ist die Kathedrale des römisch-katholischen Bistums Salford. Sie liegt nicht weit entfernt vom Zentrum der Stadt Manchester in der Chapel Street. Die Kathedrale wurde im neugotischen Stil errichtet und steht unter Denkmalschutz.

## Geschichte und Architektur
Die Kathedrale wurde zwischen 1844 und 1848 von Benjamin Hollins nach Entwürfen von Matthew Ellison Hardfield (1812–1885) erbaut. St. John’s war die erste kreuzförmig errichtete katholische Kirche in England nach der Reformation. Der Entwurf basierte auf einer Reihe von mittelalterlichen Kirchen in Europa. Die Westfront stellt eine Kopie des Howden Minster in Howden dar, einer Stadt im Nordosten von England. Chor und Altarraum wurden der Selby Abbey in der Stadt Selby, North Yorkshire nachempfunden, die Dekorationen des Daches gehen auf die Eglise St. Jacques (Jakobi-Kirche) in Lüttich, Belgien, zurück und der Turm und der Turmhelm sind von der Kirche St. Maria Magdalena in Newark, Nottinghamshire, abgeleitet.
Zwei örtliche Geschäftsleute, Daniel Lee († 1858) und John Leeming († 1877), spendeten jeweils £ 1.000 für den Bau und die Ausstattung der Kirche. An beide Wohltäter wird im Chorbereich erinnert. Die Ostfenster der Kathedrale wurden 1856 von William Wailes aus Newcastle geschaffen und schildern die Geschichte des katholischen Christentums in England, von der Bekehrung des Ethelbert durch St. Augustinus im Jahr 597 bis zur Wiederherstellung der katholischen Hierarchie im Jahr 1850. Die Gesamtkosten für den Bau der Kathedrale beliefen sich auf 18.000 £.
Der Grundstein wurde 1844 von Bischof James Sharples gelegt. Geweiht wurde die Kathedrale am 9. August 1848 durch Bischof George Brown in Anwesenheit weiterer Bischöfe aus den Apostolischen Vikariaten von England und Wales. St. John’s wurde 1850 in den Status einer Kathedrale erhoben. Am 25. Juli 1851 wurde William Turner zum ersten Bischof von Salford geweiht.
Im Oktober 1881 richtete ein schwerer Sturm erheblichen Schaden am 240 Fuß (etwa 72 Meter) hohen Turm an, der zu dieser Zeit der höchste Turm in Lancashire war.
Im Jahr 1924 wurde im nördlichen Querschiff eine Kapelle zum Gedenken an die Gefallenen im Ersten Weltkrieg eröffnet. Nach dem Zweiten Weltkrieg wurden verschiedene Reparaturen notwendig und in den Jahren 1971 und 1972 musste eine Restaurierung durchgeführt werden. Dabei wurde ein freistehender Altar errichtet, der sich unter der Vierung befindet, so wie es vom Zweiten Vatikanischen Konzil vorgeschrieben wurde. Eine weitere Neuordnung des Chores mit der Entfernung des Hochaltars und des Retabels fand 1988 statt. 1990 wurden an der Westfront neue Fenster eingebaut. Eine Restaurierung des äußeren Mauerwerks am Turm und an der Westfront fand im Frühjahr 2007 statt.
Im Jahre 2004 wurde eine digitale Orgel in der Kathedrale aufgestellt. Sie ersetzt eine zweimanualige Pfeifenorgel, die 1951 von der Orgelbaufirma Jardine erbaut worden war.